# Conseil d'État du canton d'Obwald
Pour les autres articles nationaux ou selon les autres juridictions, voir Conseil d'État.
Le Conseil d'État du canton d'Obwald (en allemand : Regierungsrat des Kantons Obwalden) est le gouvernement du canton d'Obwald, en Suisse.

## Description
Le Conseil d'État est une autorité collégiale composée de cinq membres. Il se réunit une fois par semaine à Sarnen.
Le président porte le titre de Landammann ; son suppléant, celui de Landstatthalter.
Chaque conseiller d'État est à la tête d'un département (en allemand : Departement). Les départements portent les noms suivants :
- Département des finances (Finanzdepartement)
- Département de la sécurité et de la justice (Sicherheits- und Justizdepartement)
- Département de l'économie (Volkswirtschaftsdepartement)
- Département de la formation et de la culture (Bildungs- und Kulturdepartement)

- Département des constructions et du développement territorial (Bau- und Raumentwicklungsdepartement)

## Élection
Depuis 1998, année de l'abolition de la Landsgemeinde, les membres du Conseil d'État sont élus au scrutin majoritaire à deux tours pour une période de quatre ans. Leur entrée en fonction est fixée au 1er juillet. Le Landammann est élu par le parlement pour une période d'un an. Il n'est pas rééligible pour la période suivante.

## Composition à partir du 1erjuillet 2022
Date de l'élection : 13 mars 2022
- Christoph Amstad (Le Centre)
- Cornelia Kaufmann-Hurschler (Le Centre)
- Josef Hess (indépendant)
- Christian Schäli (PCS-OW)
- Daniel Wyler (UDC)

## Composition actuelle

### 2018-2022
- Christoph Amstad (Le Centre), département de la sécurité et de la justice. Président en 2018
- Josef Hess (indépendant), département des constructions et du développement territorial. Président en 2019
- Maya Büchi Kaiser (PLR), département des finances
- Christian Schäli (PCS-OW), département de la formation et de la culture. Président en 2020
- Daniel Wyler (UDC), département de l'économie. Président en 2021

## Historique
Maria Küchler-Flury,  élue le 26 avril 1992 par la Landsgemeinde, est la première femme à siéger au Conseil d'État et la première femme à le présider (avec le titre de landammann) en 2003-2004.
Les élections de 2022 voient le Parti libéral-radical perdre son siège au gouvernement au profit du Centre, qui récupère son second fauteuil.

### Bases légales
- Constitution du canton d'Obwald (Cst./OW) du 19 mai 1968 (état le 17 septembre 2018), RS 131.216.1.
- Verordnung über die Organisation des Regierungsrates und der kantonalen Verwaltung (OrgV/OW) du 7 septembre 1989, GDB 133.11